# Code des douanes
En droit français, le code des douanes  est le code qui regroupe les normes législatives relatives à la douane. Le 18 juillet 2023, le gouvernement est habilité à recodifier le code des douanes par ordonnance,,.